# The Seeds
The Seeds var ett amerikanskt psykedeliskt garagerockband bildat i Los Angeles år 1965. The Seeds bestod av Sky Saxon (sång), Jan Savage (gitarr), Rick Andridge (trummor) och Daryl Hooper (keyboard). Sky Saxon, eller Richard Marsh som han egentligen hette skrev det mesta av gruppens låtmaterial. Någon basist var aldrig medlem i gruppen, utan på studioinspelningarna användes anonyma studiomusiker som basist.
De singeldebuterade med låten "Can't Seem to Make You Mine" 1966. Gruppen är mest ihågkommen för sin andra singel, garagerock-låten "Pushin' too Hard" som lanserades samma år, en enkelt uppbyggd låt som endast bestod av två ackord. Låten blev deras största hitsingel i USA och nådde #36 på Billboard Hot 100-listan. Den har kommit att bli en klassiker inom genren, vilket understryks av att den togs med på samlingsalbumet Nuggets: Original Artyfacts from the First Psychedelic Era, 1965–1968 1972, där viktiga garagerock-inspelningar samlats. Den finns också med på Rock and Roll Hall of Fames lista "500 låtar som skapade rock'n'roll". Deras uppföljarsingel, "Mr. Farmer" blev en liten hit. Sin sista listplacering hade gruppen 1967 med låten "A Thousand Shadows" som nådde #72 på Billboardlistan.
Bandet bröt upp 1970 efter ett antal ouppmärksammade albumsläpp. Sky Saxon var fortsatt aktiv inom musik i mindre skala under 1970-talet och 1980-talet. Han var knuten till Father Yods sekt "The Source Family" och bodde tidvis på Hawaii. Han återförenades med gitarristen Jan Savage 2003 för att tillsammans med några nya musiker åter uppträda som The Seeds. Savage slutade dock snart uppträda med gruppen, och Saxon fortsatte som ende originalmedlem att uppträda fram till juni 2009, då han hastigt och oväntat avled till följd av en infektion som inte behandlats i tid och spritt sig i hans kropp.

## Diskografi (i urval)
Album
- The Seeds (1966)
- Web of Sound (1966)
- Future (1967)

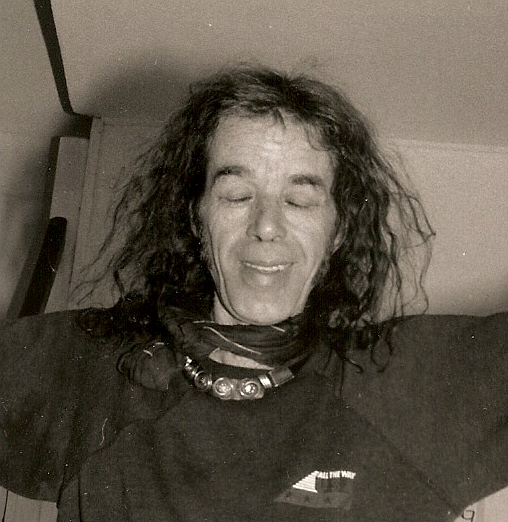
Sky Saxon, frontman i The Seeds, 1989.

- Raw & Alive: The Seeds in Concert at Merlin's Music Box (1967)

Singlar
- "Can't Seem to Make You Mine" / "I'll Tell Myself" (1965)
- "Pushin' Too Hard" / "Out of the Question" (1965)
- "Mr. Farmer" / "Up in Her Room" (1967)
- "A Thousand Shadows" / "March of the Flower Children" (1967)
- "The Wind Blows Your Hair" / "Six Dreams" (1967)
- "Satisfy You" / "900 Million People Daily Making Love" (1968)
- "Fallin' Off the Edge of My Mind" / "Wild Blood" (1969)